# Winnipegosis (Manitoba)
Winnipegosis ist eine Kleinstadt mit 617 Einwohnern (2016) in Manitoba, Kanada.
Sie liegt am Lake Winnipegosis. Die nächste Stadt ist das 50 km südlich gelegene Dauphin. Manitobas Hauptstadt Winnipeg liegt 280 km in südwestlicher Richtung.

## Sonstiges
In der Nähe ist eine Landstraße, auf der in den 1920ern ein Mord geschah; seitdem wird sie vor Ort oft als Murder Hill Road bezeichnet.